# Claude-François Achard

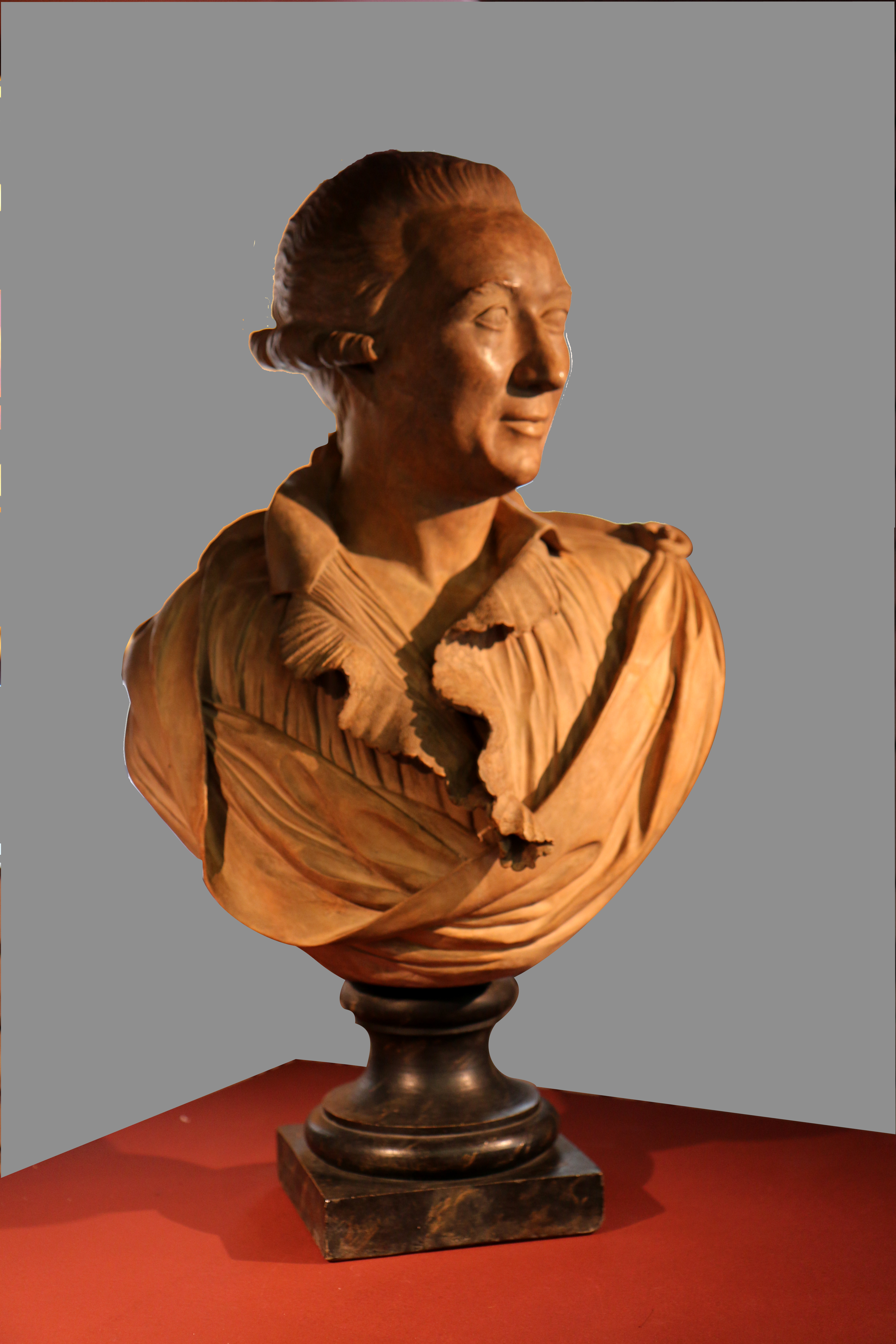
Claude-François Achard

Claude-François Achard (* 23. Mai 1751 in Marseille; † 29. September 1809 in Marseille) war ein französischer Romanist und Provenzalist.

## Leben und Werk
Achard studierte Medizin in Montpellier und Avignon und war Arzt in Aubagne (1772) und Marseille (1777). 1786 wurde er Mitglied der Académie de Marseille, ab 1790 übernahm er bibliothekarische Aufgaben zur Schaffung einer öffentlichen Bibliothek. Er war prominenter Freimaurer.

Achard ist vor allem bekannt als Sach- und Sprachlexikograf der Provence. In Marseille trägt die rue Achard  seinen Namen.

## Schriften (Auswahl)
- Dictionnaire de la Provence et du Comté-Venaissin. Tome I, Vocabulaire françois-provençal, Marseille 1785 (732 Seiten), Nachdruck u.d.T. Vocabulaire françois-provençal, Genf/Paris 1983
- Dictionnaire de la Provence et du Comté-Venaissin. Tome II, Vocabulaire provençal-françois, Marseille 1785 (654 Seiten), Nachdruck u.d.T. Vocabulaire françois-provençal, Genf/Paris 1983
- Dictionnaire de la Provence et du Comté-Venaissin. Tome III, 1e partie de l'Histoire des hommes illustres de la Provence, Marseille 1786 (635 Seiten), Nachdruck Genf 1971
- Dictionnaire de la Provence et du Comté-Venaissin. Tome IV, 2e et dernière partie de l'Histoire des hommes illustres de la Provence, Marseille 1787 (523 Seiten), Nachdruck Genf 1971
- [Dictionnaire de la Provence et du Comté-Venaissin. Tomes V-VII]  Description historique, géographique et topographique des villes, bourgs, villages & hameaux de la Provence ancienne & moderne, du Comté-Venaissin, de la principauté d'Orange, du comte de Nice, etc. pour servir de suite au Dictionnaire de la Provence, précédée d'un discours sur l'état actuel de la Provence, 3 Bde., Aix-en-Provence 1787-1788
- Catalogue raisonné de tous les monuments littéraires et scientifiques réunis dans le Musée national de Marseille. Tome premier, contenant le Catalogue des livres dont la bibliothèque est composée, Marseille 1798
- Cours élémentaire de bibliographie, ou la Science du bibliothécaire, 3 Bde., Marseille 1806-1807
- Catalogue des livres de la Bibliothèque publique de Marseille, Marseille 1807
- Images de l'ancienne Provence. Description historique, géographique et topographique des villes, bourgs, villages et hameaux de la Provence, hrsg. von Marie-Hélène Froeschlé-Chopard;  mit Simon Guérin. Mit einem Vorwort von Michel Vovelle, Nizza 2010